# Wang Hongni
Wang Hongni (en chino: 王虹霓; Jinan, 9 de marzo de 1982) es una deportista china que compitió en triatlón. Ganó una medalla en los Juegos Asiáticos de 2006, y dos medallas en el Campeonato Asiático de Triatlón en los años 2004 y 2005.

## Palmarés internacional
| Juegos Asiáticos    | Juegos Asiáticos           | Juegos Asiáticos | Juegos Asiáticos |
| Año                 | Lugar                      | Medalla          | Prueba           |
| ------------------- | -------------------------- | ---------------- | ---------------- |
| 2006                | Doha (Catar)               | Medalla de oro   | Individual       |
| Campeonato Asiático |                            |                  |                  |
| Año                 | Lugar                      | Medalla          | Prueba           |
| 2004                | Bahía de Súbic (Filipinas) | Medalla de plata | Individual       |
| 2005                | Singapur (Singapur)        | Medalla de oro   | Individual       |